# Віліс Плудоніс
Віліс Плудоніс (9 березня 1874, загинув 15 січня 1940) — латвійський педагог і поет, представник національного романтизму. Автор алегоричних поем «Divi pasaules», «Atraitnes dēls», «Uz saulaino tāli» («Два світи», «Син вдови» та «На сонячну далечінь»).

## Життєпис
Віліс Лейниекс народився 9 березня 1874 в родині Яніса Лейниекса, власника будинку «Лейниекі» в Пілсмуйжі в Семигалії. Його бабуся була великим знавцем народних пісень, казок і оповідань. Обдарована дитина була вражена природою довкола рідної хати, красивими лісистими затоками Мемеле. Навчившись читати, у дошкільні роки, Віліс влаштовував вдома із братами театральні вистави, видавав журнал зі своїми віршами, писав «героїчні билини», які співав дорослим на власні мелодії.
Восени 1884 Віліс почав вчитися в парафіяльній школі «Pilsmuižas» у Бауска, але після трьох років навчання, вступив до Бауської міської школи, паралельно навчаючись малювати і грати на фортепіано, скрипці, валторні і органі. У шкільні роки Віліс Плудоніс захоплювався читанням латиської і української літератури. Найбільше його захоплювали твори Аусекла та Гоголя.
Продовжив навчання в Балтійській учительській семінарії в Кулдізі (1891–1895) і почав писати вірші під псевдонімом «Plūdons», які друкувалися в газеті «Mājas Viesis», пізніше вийшла його перша збірка віршів «Перші акорди». (1895). Після закінчення інституту в 1895 працював учителем у Лізерській парафіяльній школі (1895–1897), у Бігауньциемській парафіяльній школі (1897–1898), писав оповідання про життя рибалок. Поема «Два світи» (1899) написана під впливом суперечностей життя в Юрмалі.
З 1898 Віліс Лейниекс працював учителем Ризької міської початкової школи (з 1901), гімназії імені Н. Драудзінаса та інших ризьких шкіл і видав свої основні твори — «Син вдови» (1901), «Перші спогади дитинства маленького Андуліса» (1901), «На сонячну далечінь» (1912). Він також писав шкільні підручники і брав участь у з'їзді вчителів 1905. У 1903 одружився з учителькою Отілією Кучу, з якою незабаром розлучився, а в 1904 одружився з Елфрідою Мелбарді, і в їхньому шлюбі народилося вісім дітей. Під впливом революції 1905—1907 написав поему «Назустріч сонячній осені», а в 1908 переклав шедевр Ніцше «Так казав Заратустра» та містичні поеми «Байгі» (1903) і «Привиди» (1908). У 1913 на основі історії давніх семигальських змагань, описаних у хроніці Лівонії, ним була створена історична балада «Salgales Mada loms».
Під час Першої світової війни та війни за незалежність Латвії з 1915 по 1919 Віліс живе зі своїм братом у Яунгулбене. У 1917 працював у Ісколаті та брав участь у ІІ з'їзді Латвійської ради робітників, солдатів та осіб без громадянства у Валміері, де 24 грудня 1917 була ухвалена Декларація про самовизначення Латвії. З'їзд виступив проти більшовицького терору та підтримав створення Латвійської Республіки.
30 січня 1920 Віліс змінив прізвище Лейниекс на Плудоніс.
З 1919 по 1934 рік Плудоніс був учителем Ризької міської гімназії і писав дитячі вірші. Після перевороту 15 травня опубліковав кілька віршів на підтримку Карліса Улманіса.
Помер у Ризі 15 січня 1940. Похований на родинному цвинтарі «Лейниекі», нині цвинтар Плудоніс.
19 березня 1940 Міністерство освіти Латвії перейменувало Кулдизьку державну гімназію на Державну гімназію імені Віліса Плудоніса, яка повернула свою назву в 1989 (1997). У 1963 в будинку Лейниекі в Бауському районі було створено Меморіальний музей Плудоніса.

## Нагороди
- Орден Трьох зірок III ступеня (1926)
- Орден Трьох зірок II ступеня (1934)
- Премія Вітчизни (1938)

## Літературні твори
- «Pirmie akordi» (1895),
- «Selgā» [Stāsti un tēlojumi] (1898),
- «Divi pasaules» (1899.,1951),
- «Jūrmalas leģendas» [Stāsts] (1899),
- «Rekviēms» (1899),
- «Atraitnes dēls» (1901),
- «Mazā Anduļa pirmās bērnības atmiņas» (1901),
- «Baigi» (1903),
- «Rēgi» (1908),
- «Fantāzijas par puķēm» (1911),
- «Uz saulaino tāli» (1912),
- «Salgales Mada loms» (1913),
- «Dzīves simfonija» (1913),
- «Via dolorosa» (1918),
- «111 lirisku dziesmu» (1918),
- «Tāli taki — tuvi tēli» (1921),
- «No Nakts līdz Rītam» (1921),
- «Eža kažociņš» (1921),
- «Balādes un baladeskas» (1922),
- «Sonetas ar ragiem un Trioletas ar nagiem» (1922),
- «Vītola stabulīte» (1923),
- «Ziedu pārslas» [Dzejoļi jaunatnei] (1923),
- «Saule un smiltis» (1924),
- «Mildas ziedoklis» (1924),
- «Mūzas mirkļi» (1925),
- «Lapsiņa Kūmiņa un vilks Znotiņš» (1926),
- «Zeme un zvaigznes» (1928),
- «Kad Ziemassvētki pievārtē» (1930),
- «Pasaciņu šūpulītis» (1933),
- «Tālie krasti» (1934),
- «Tā zeme ir mūsu» (1934),
- «Skanošās āres» (1934),
- «Kūri pie Rīgas 1210. gadā» (1934),
- «Par tēvzemi un brīvību» (1935),
- «Pretim saulei» (1937),
- «Ko Palestīnas palmas šalc» (1937),
- «Brīnumstabulīte» (1937),
- «Lilijas sniegā» (1939),
- «Rūķīšu grāmata» (1939).

## Вибране
- Daiļdarbu izlase. 4 sēj. (1922—1925),
- Kopoti daiļdarbi. 4 sēj. (1939),
- Poēmas (1954),
- Dzejoļi bērniem. Izlase (1955),
- Dzeja un proza (1956),
- Darbu izlase [Skolēna bibliotēka] (1959),
- Zaķīšu pirtiņa (1959, 1966),
- Sniegavīrs (1962),
- Izlase (1965),
- Poēmas un balādes (1971),
- Raksti 3 sēj. (1974—1978).

## Підручники
- «Deklamācija jeb daiļlasīšana» (1905),
- «Latvju literatūras vēsture sakarā ar tautas vēsturisko gaitu», 1.—2.sēj. (1908—1909),
- «Pirmais vadonis praktiski teorētiskā latvju valodas mācībā» (1910),
- «Mīlestības dziesminieks Esenberģu Jānis» (1910)